# Byszew (powiat łęczycki)
Byszew (dawniej Goraj-Byszewo, do 2008 Byszew Grabowski) – wieś (dawniej miasto) w Polsce położona w województwie łódzkim, w powiecie łęczyckim, w gminie Grabów.
Goraj uzyskał lokację miejską przed 1458 roku, zdegradowany przed 1576 rokiem. W latach 1975–1998 miejscowość administracyjnie należała do województwa konińskiego.

## Zabytki
Do wojewódzkiego rejestru na listę zabytków wpisany jest zespół dworski z 2 połowy XIX w. (nr rej.: 306/48 z 14.05.1984) składający się z dworu, oficyny ogrodniczej i parku.